# Grand-Béréby
Grand-Béréby är en underprefektur i Elfenbenskusten. Den ligger i departementet San-Pédro, i den södra delen av landet, 270 km sydväst om huvudstaden Yamoussoukro.